# On The Low

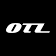
On The Low Inc.

On The Low Inc. (röviden OTL) egy magyar trap- és hiphop kollektíva és független zenei kiadó, amely 2018-ban alakult. A kollektíva célja a hazai újvonalas trap és hiphop szcéna népszerűsítése, valamint fiatal tehetségek támogatása.

## Tagok
Az OTL az alábbi előadókat foglalta magába az évek során:
- Gyuris
- Grasa
- DJ Slowgod
- ibbigang
- Khaze
- Lenszkij
- AKC Misi
- Kisé
- Pachee
- Valter (rapper)
- Ekhoe
- Filo
- 2ROO
- Nasiimov
- ERCSÉ
- Atka (rapper)
- POWER PUFF
- Shy Balenci
- Grady
- Erai
- G.citrom
- Darer
- Royka
- Moan
- Monkeyneck

Megjegyzés: Pogány Induló sosem volt hivatalos tagja az OTL-nek, csak közreműködőként szerepelt.
| Előadó          | Kilépés éve | Megjegyzés |
| --------------- | ----------- | --- |
| Ekhoe           | 2025        | A közös bejelentés szerint a továbbiakban önállóan, az OTL-től függetlenül kívánja folytatni pályafutását.                  |
| Gyuris          | 2025        | Több társával együtt távozott a kollektívából; a jövőben szólóprojektekre és saját zenei útjára fókuszál.                   |
| Grasa           | 2025        | A kilépés okait nem részletezte, de az OTL belső működésével kapcsolatos nézeteltérésekre utalt.                            |
| Shy Balenci     | 2025        | Az Instagramon jelezte, hogy az OTL-hez fűződő hivatalos felületekhez már nincs hozzáférésük, ezért külön utakon folytatja. |
| AKC Misi        | 2025        | Része volt a kollektív kilépési bejelentésnek; nyilvánosan nem nyilatkozott az okokról.                                     |
| Filó            | 2025        | A bejelentés alapján hivatalosan is elhagyta az OTL-t, és egyéni karrierbe kezdett.                                         |
| Atka (rapper)   | 2025        | A közös kilépési nyilatkozatban szerepelt; azóta saját projekteken dolgozik.                                                |
| Szalai          | 2025        | A kilépők között nevezték meg a nyilvános közleményben.                                                                     |
| NGZ             | 2025        | A kollektíva bejelentésében szerepelt, azóta nem aktív OTL-tagként.                                                         |
| Ibbigang        | 2025        | Része volt a tömeges kilépésnek; nem adott ki külön nyilatkozatot.                                                          |
| Valter (rapper) | 2025        | Szintén a kilépők között volt; új projektekre koncentrál.                                                                   |

### Megmaradt tagok
Kisé, Tendency és 2roo – eddig nem jelezték kilépésüket.

## Díjak és elismerések
- 2022: „Az év legjobb Rap Label-je” – Rap.hu szavazás
- 2022: „Az év legjobb Trap előadó-ja” – Ekhoe

## Konfliktus és háttér
A tagok és az alapító Slowgod között komoly nézeteltérések alakultak ki — többek között a hozzáférés elvétele az OTL Instagram‑oldalához, valamint szervezeti és kommunikációs problémák miatt. Az Instagram-bejelentés szerint „az artistok egymást támogatva” dolgoznak tovább, de már nem az OTL neve alatt.

## Karrier és tevékenység
Az OTL előadói főként streaming platformokon (pl. Spotify, YouTube) és közösségi médián keresztül érték el közönségüket. A kollektíva alatt számos együttműködés, közös dal és videoklip született. Az OTL tagjai gyakran felléptek közös turnékon, fesztiválokon és klubeseményeken.
Az OTL emellett saját merch- és ruházati márkát is működtetett, amely elérhető volt hivatalos webáruházukon keresztül.

### Albumok (LP)
- AKC Misi
  - Neon (2019)
  - Misi (2020)
  - Vivien (Misi Deluxe) (2021)
  - Holdvilág Club Hotel & Casino (2022) – AKC Misi & AKC Kretta
- Atka
  - Zebra (2022)
  - A kiválasztott (2023)
- ekhoe
  - Zajvihar (2020)
  - Dior (2021)
  - Osztálykép (2021)
  - Sose Alszok (2023)
  - Ultra (2024)
- Filo
  - 22 (2021)
  - Megint én (2022)
  - Még nem (2023)
  - Perem (2025)
- Grasa
  - Vízszint (2020)
  - Budagyöngye (2022)
  - GG vs Grasa (2023)
  - Sex (2024)
- Gyuris
  - A telihold fényében (2018)
  - Revolver gyuris sivatagi kalandjai (2020)
  - Úton (2023)
  - NATTY NATTY (2024)
- ibbigang
  - 1331 (2020)
  - Meztelen (2023)
- Kisé
  - Enorellove (2021)
  - BandoBabySeason (2024)
- Khaze
  - COMEBACK (2022)
  - 21 (2023)
- Lenszkij (Lil Holt)
  - Üdv Újra (2022)
- Nasiimov
  - Habibi (2022)
- POWER PUFF
  - PP2 (2022)
- Yung Marbi
  - OH GANG YA (2021)
- 2ROO
  - NORTHSTAR (2023)

### Válogatásalbumok és Mixtape-ek
- Shybalenci
  - ShyWorld (2018)

### Kislemezek (Single/EP)
- AKC Misi
  - Halloween (2018) – Single
  - Nem (2018) – Single
  - Limonádé (2019) – Single
  - Pest City Szellem (2020) – Single
  - Vivien (2021) – Single
- Atka
  - Azzurro (2021) – Single
  - Hosszú utakon (2021) – Single
  - Róma (2022) – Single
  - Süt a nap (2022) – Single
  - Fenn a csillagok között (2023) – Single
- ekhoe
  - 1755 (2020) – Single
  - Costa Rica (2022) – Single
  - Forog a világ (2022) – Single
- ERCSÉ
  - Fényképek (2021) – Single
  - Replay Button (2021) – Single
  - Empty (2021) – Single (Ercsé feat. Lil Csoky)
  - Catfish (2022) – Single
  - Fényképek (2021) – EP
  - Fenyegetés (2022) – EP (Ercsé & Cold Gee)
  - Füzet (2022) – EP
  - 1125 (2022) – EP
- Filo
  - Altató (2020) – Single
  - Csak hallani akarom (2020) – Single
  - Lány (2020) – Single (Filo feat. Valter)
  - Úgy lennék más (2021) – Single
  - Rossz fele megyek (2021) – Single (Filo feat. ekhoe)
  - Csillag (2022) – Single
  - Csak szavak (2022) – Single (Filo feat. Atka)
  - Biztos?! (2023) – EP
- Grasa
  - Sivatag (2019) – Single
  - 2 times apricot (2020) – Single (Grasa & YBS)
  - Freestyle (2020) – Single
  - Pénztánc (2020) – Single (Grasa feat. Zs030)
  - Pénztánc 2.0 (2020) – Single
  - Spacecoupe (2020) – Single
  - Vroom Vroom (2020) – Single
  - NGZ (2020) – Single (Grasa feat. Vaves)
  - KTSZ (2021) – Single
  - Letter to love (2021) – Single
  - Spacecoupe 2 (2021) – Single
  - No surprise (2023) – Single
  - NO KEGY (2023) - Single
  - SHYSHY (2023) - Single
  - ZURA GYEREK (2024) - Single
- Gyuris
  - Nem érdekel már (2018) – Single
  - Innen el (2019) – Single
  - ekkó freestyle (2019) – Single
  - A legnagyobb rajongód (2019) – Single
  - Messzi világ szerkezete (2021) – Single
  - Szeretem, amikor így nézel rám (2022) – Single (gyuris feat. Ezial)
  - A ladikomban (2022) – Single
  - Poligamy (2022) – Single
  - Ma Este Trap (2024) - EP
- ibbigang
  - Tetko (2018) – Single
  - 331 (2018) – Single
  - _A_dy (2019) – Single (Valter)
  - Profgang (2019) – Single (ibbigang & Pachee)
  - Ebéd (2019) – Single (Szalai)
  - Ibbi a gang (2019) – Single (ibbigang feat. Sihenc)
  - Avalon (2019) – Single (ibbigang feat. Filo)
  - Pre-Miyagi (2019) – Single (Valter)
  - Szobaszám (2021) – Single
  - Pak pak (2022) – Single
  - Méreg (2023) – Single (Valter)
  - Jóéjt (2023) - Single
  - Seg Seg (2024) - Single (ibbigang feat. DJ PAMPINHO)
  - Célkereszt (2025) - Single
- Kisé
  - Marlboro (2019) – Single (Kisé feat. AKC Misi)
  - Nikeboys (2019) – Single
  - Buslife (2019) – Single
  - Yung smoke (2020) – Single
  - Meteor Drip (2020) – Single
  - Standard (2020) – Single (Kisé feat. Reaper)
  - Gucci (2022) – Single
- Khaze
  - Juj (2018) – Single (Khaze feat. Geddo, Figura)
  - Qss (2018) – Single
  - Arigato (2019) – Single (Khaze feat. Somaba)
  - Dalla ‘S (2019) – Single (Khaze feat. Somaba)
  - Füst (2019) – Single
  - Lány (2019) – Single
  - Pew Pew (2019) – Single (Khaze feat. Oh Babar)
  - Usgyi (2019) – Single (Khaze feat. YBR)
  - Játék (2020) – Single (Khaze feat. Kain)
  - Fantom (2020) – Single
  - Musk (2020) – Single
  - Hot Wheels (2021) – Single
  - Hamis gyémánt (2022) – Single (Khaze feat. Den)
- Lenszkij (Lil Holt)
  - OVERLOOK HOTEL (2018) – Single
  - Dyatlov (2018) – Single
  - A fenevad gyomrában (2018) – Single
  - Szemben a nappal (2018) – Single
  - Kelemen Anna (2019) – Single
  - Sauce (2019) – Single
  - Szoboszlai (2022) – Single
  - Miatyánk (2023) – Single
  - Motorola (2023) – Single
  - Esik eső (2023) – Single
- Nasiimov
  - Golyóálló (2020) – EP
  - Enemy (2021) – Single
  - Mézédes (2023) – EP
- POWER PUFF
  - POWER PUFF (2021) – EP
  - Moonwalk (2023) - Single (ibbigang, gyuris, Grasa feat. Ekhoe)
- 2ROO
  - Bent a klubban (2020) – Single
  - Kontra emberek (2020) – Single
  - Senkik (2020) – Single
  - Hello (2020) – Single
  - Aloe Vera (2021) – Single
  - Tombolj! (2021) – Single
  - Kuss (2022) – Single
  - Jaguár (2022) – Single
  - Top (2022) – Single
  - Stop (2022) – Single
  - AMG (2022) – Single
  - Bitcoin (2022) – Single
  - Prada (2022) – Single
  - C4 (2022) – Single
  - Burberry (2022) – Single
  - Panamera (2022) – Single
  - BPD (2022) – Single
  - 3D (2022) – Single
  - Flight mode (2022) – Single
  - Loco (2022) – Single
  - NORTHSTAR (2023) – Album
  - Versace Gianni (2023) – Single (feat. Nasiimov)